# ناوگان هوایی یکم
ناوگان هوایی یکم، کیدو بوتای (第一航空艦隊 Daiichi Kōkū Kantai)، نامی بود برای یک گروه نبرد ترکیبی، این ناوگان شامل ناوهای هواپیمابر و گروه‌های هوایی بود که توسط نیروی دریایی امپراتوری ژاپن) (IJN) حمل می‌شدند و در طول هشت ماه اول جنگ اقیانوس آرام مورد استفاده قرار می‌گرفت.